# Ehemalige Schule (Lichtenberg (Fischbachtal))
Die ehemalige Schule von Lichtenberg ist ein denkmalgeschütztes Schulbauwerk in Lichtenberg.

## Architektur und Geschichte
Die ehemalige Schule von Lichtenberg ist ein typischer Schulbau aus der Zeit um 1900.
Das Bauwerk steht auf einem massiven Sockel und hat große Rundbogenfenster; daran anschließend befindet sich ein in Bruchstein gemauerter Treppenturm aus Granitstein mit Sandsteingewänden.
Der Treppenturm wird von einem achteckigen Fachwerkturm mit spitzem Pyramidenhelm bekrönt.
Auf dem Dach des Schulgebäudes steht auf einem quadratischen Grundriss ein Glockenturm mit geschwungener Haube.
Das Bauwerk ist aus baugeschichtlichen und ortsgeschichtlichen Gründen ein Kulturdenkmal.

## Denkmalschutz
Die ehemalige Schule von Lichtenberg wurde als typisches Beispiel für die Architektur der Jahrhundertwende im Fischbachtal und im Odenwald unter Denkmalschutz gestellt.